# 吐坡错
吐坡错（藏語：དུ་བ་མཚོ，威利转写：du ba mtsho，THL：Duwa Tso）位于中国西藏自治区那曲市尼玛县境内，位于尼玛县中北部，错尼西南5～6公里处。面积22.5平方公里。属错尼流域，西承接甜水河来水，湖水从东部泄入错尼。